# Amerindis dels Estats Units

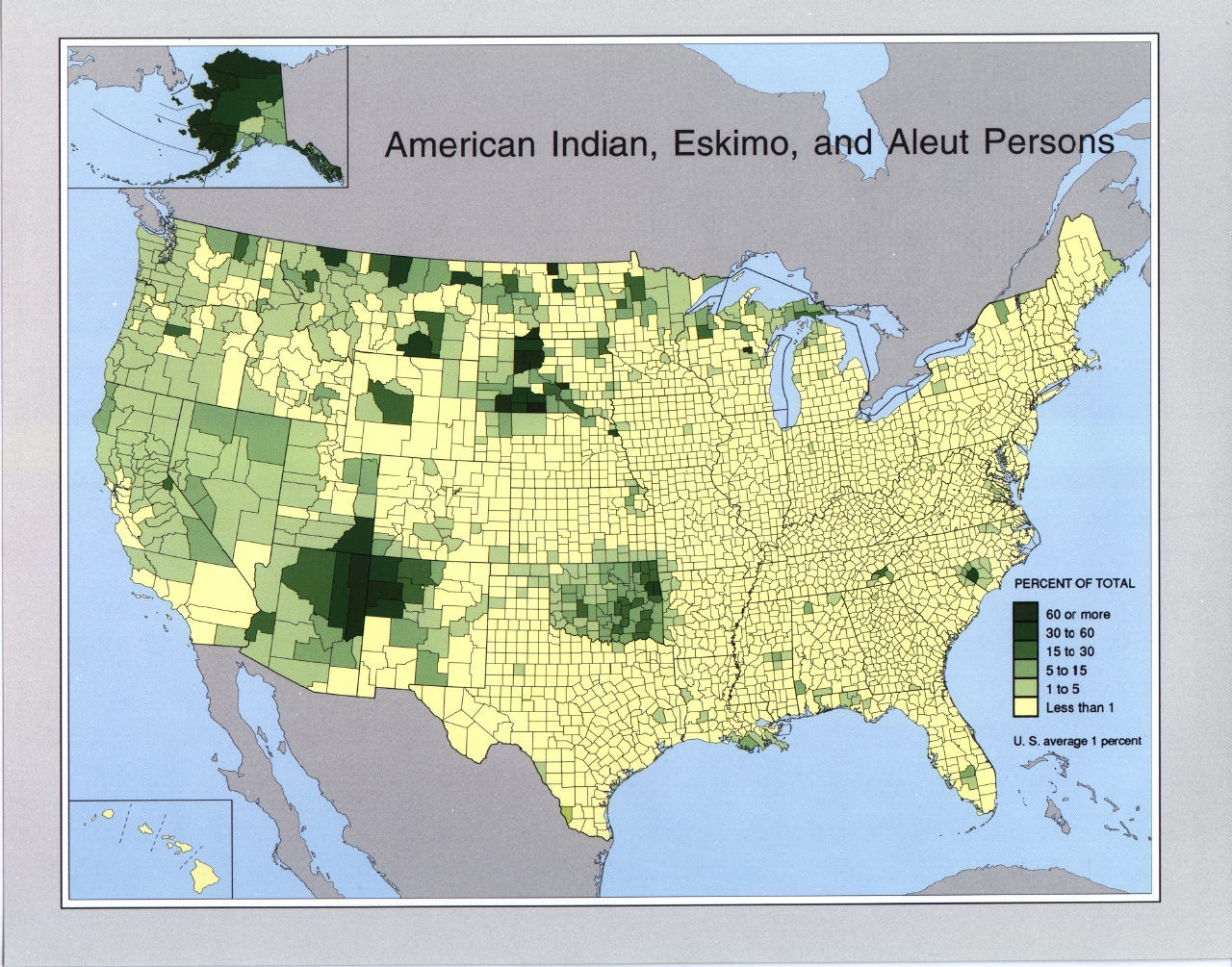
Els amerindis i nadius segons el cens dels EUA del 1990.

Els amerindis dels Estats Units, també coneguts popularment com a indis, són les ètnies ameríndies que viuen als Estats Units i que parlen llengües ameríndies, caracteritzades per la seva diversitat i nombre.

## Orígens
Els primers habitants d'Amèrica arribaren probablement de l'Àsia en diverses onades (dues, segons alguns autors; més, segons d'altres), al final de l'última glaciació, fa potser uns 10.000-20.000 anys, segons les teories més acceptades travessant l'estret de Bering.
Els primers contingents humans arribats a Amèrica eren integrats probablement per individus blancs, dolicocèfals, de trets semblants als del poblament de la cova superior de Zhoukoutian i d'altres localitats plistocenes de la Xina. Alguns representants d'aquests contingents poden encara ser reconeguts entre els membres de determinades tribus de Califòrnia, culturalment molt característiques.
Les migracions posteriors devien ser constituïdes per immigrants mongòlics, mesocèfals, els quals descendiren per la costa occidental fins a arribar als Andes i aconseguiren un elevat grau de civilització. Aquests contingents humans s'encreuaren entre si i originaren els grups ètnics d'indis americans o amerindis, els quals constitueixen la població autòctona americana.
Un dels darrers contingents arribats, però, romangué aïllat a les terres boreals, sense pràcticament encreuar-se amb els altres i originà un grup ètnic diferent, l'esquímid o inuit.

## Trets ètnics
Els amerindis tenen la pell més fosca que els asiàtics, a vegades més rogenca que groga; el nas pot ser aguilenc o recte, a vegades còncau i molt rarament aplanat com en els mongòlids típics: presenten pòmuls prominents, no ofereixen plec palpebral, i l'epicant no existeix en els homes adults, bé que és normal en dones i infants; tenen els cabells negres i llisos, llevat dels indis dels boscs tropicals, els quals els presenten lleugerament ondulats; la cara i el cos són gairebé sense pèl. No hi ha individus de grup sanguini B entre els amerindis, la qual cosa evidencia que l'hipotètic pas a través de Bering fou anterior a l'aparició d'aquest grup sanguini a l'Àsia. Això, però, ha donat peu que diversos autors hagin proposat teories esbojarrades sobre el poblament americà que no tenen gaire fonament.

## Zones culturals

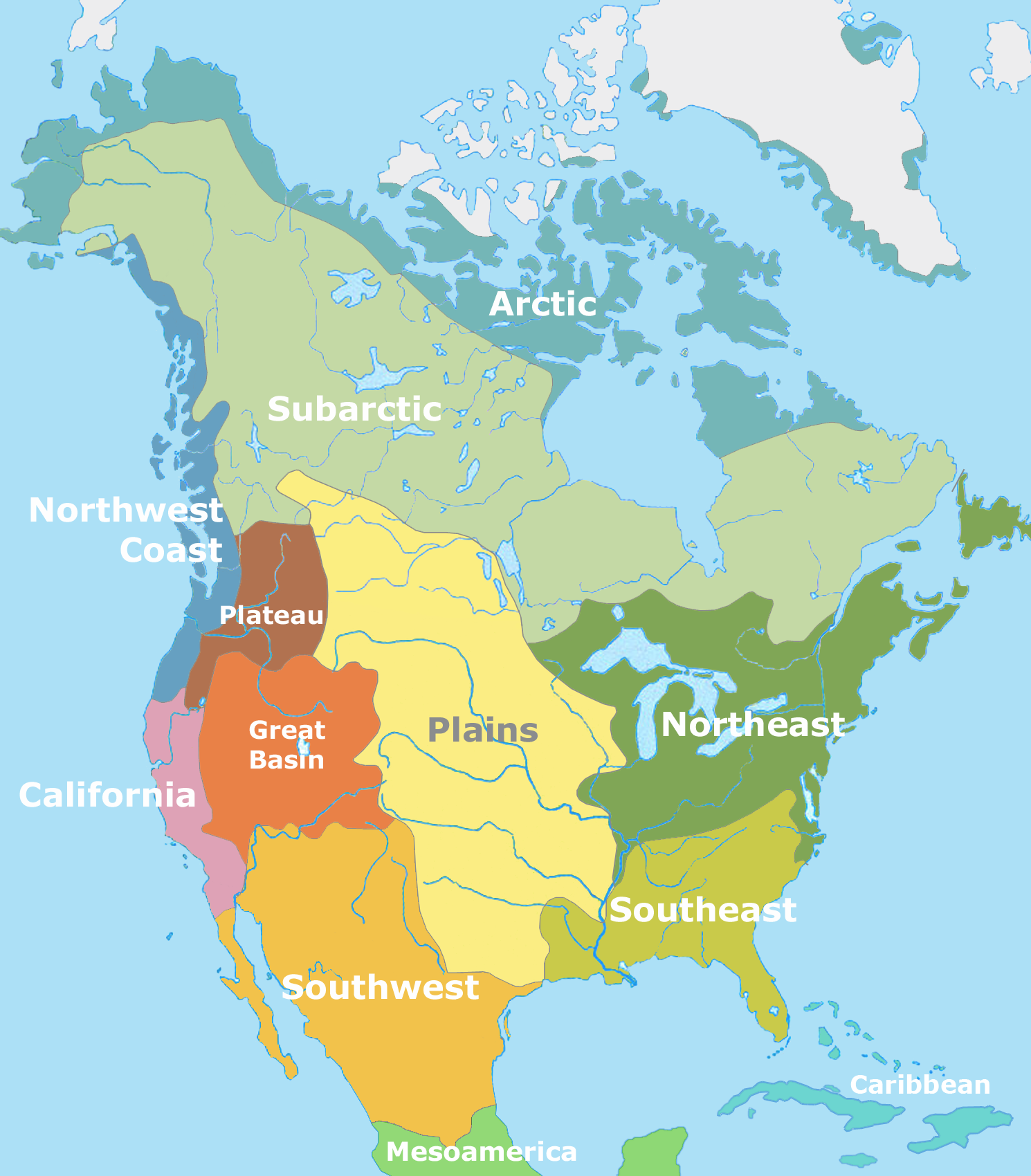
Zones culturals ameríndies a l'Amèrica del Nord, incloent-hi la zona àrtica dels inuits.

El territori habitat pels amerindis nord-americans es pot dividir en vuit zones o àrees culturals, caracteritzades pel seu hàbitat.

### Sud-est

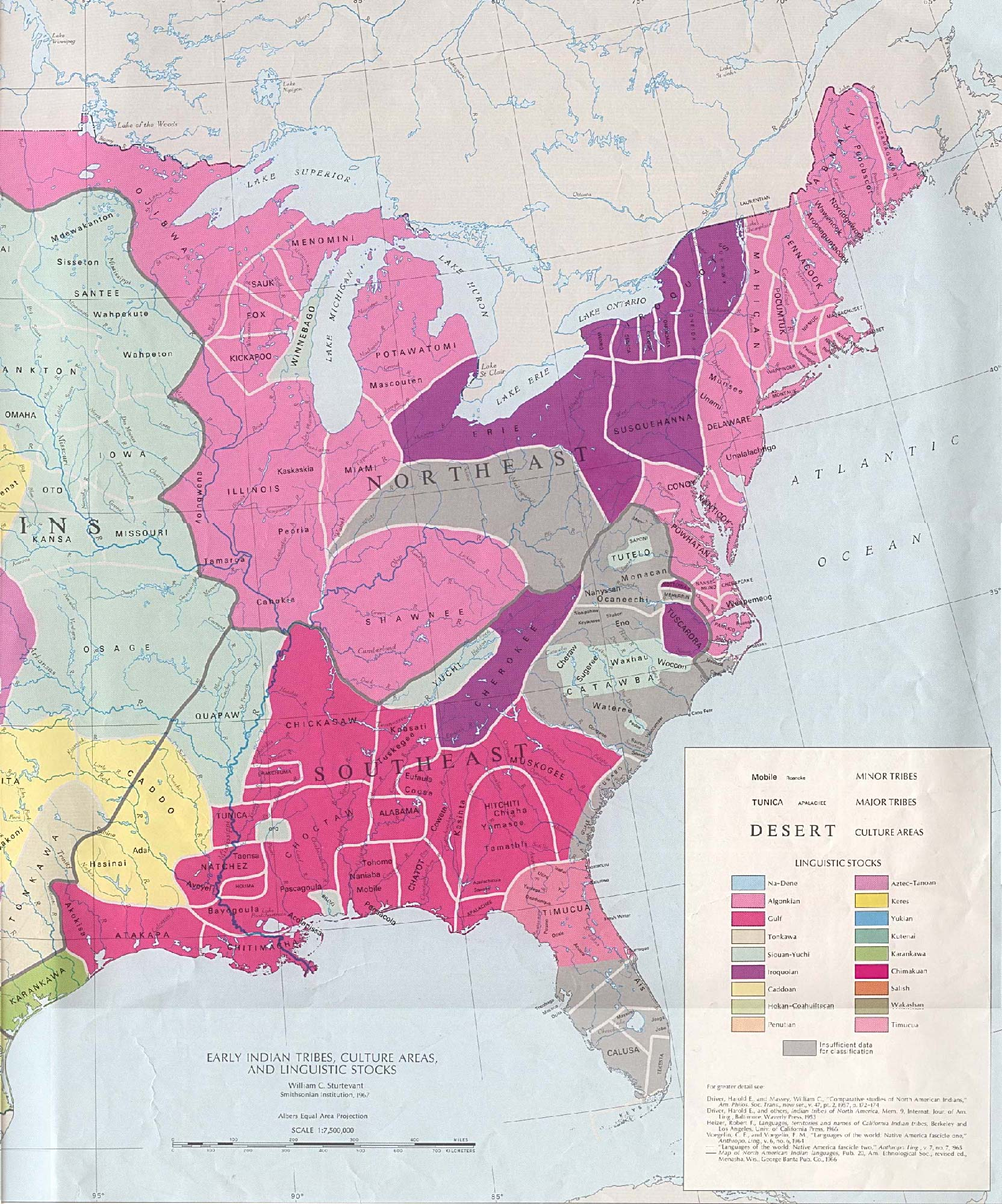
Les tribus índies de l'est dels EUA.

Ocupa la zona sud-est dels Estats Units d'Amèrica (els actuals estats de Florida, Geòrgia, Carolina del Nord, Carolina del Sud, Virgínia, Louisiana, Alabama, Mississipi, Tennessee i part de Texas. Es caracteritzaren pel seu alt desenvolupament cultural, molt influenciat pel mexicà, ja que molts vivien en ciutats i tenien una societat força estratificada. En aquesta zona, s'ha trobat restes de cultures autòctones força desenvolupades com Cahokia o la cultura de túmuls dels anomenats Mound Builders. Les tribus d'aquest àmbit són majoritàriament del tronc lingüístic muskogi (creek, choctaws, chickasaw, seminola, alibamu, apalachee, hitchiti), els cherokee (de parla iroquesa), els catawbes, waccamaw i tutelo (de parla siouan), els caddos i d'altres grups aïllats com els houma, natchez, tunica, ofo, chitimacha, biloxis, chackchiuma, tohome, mobile, chatot, ais, timucua, calusa tekesta, yamasee, cusabo i tacobega. Moltes d'aquestes foren traslladades massivament a Oklahoma a mitjans del segle XIX.

### Sud-oest
Ocupa el sud-oest dels Estats Units d'Amèrica (els actuals estats d'Arizona, Nou Mèxic i part de Texas). Ambientada en zones desèrtiques i als marges del riu Colorado, agrupa unes 57 tribus. En aquest territori, també s'ha trobat restes arqueològiques de gran desenvolupament cultural, com a Anasazi. Tenen una gran diversitat cultural, amb algunes tribus de caràcter urbà (cultura pueblo), com els hopi, zuni, acoma, laguna, San Ildefonso, Santa Clara i d'altres; d'altres es dedicaven a la ramaderia, com els navaho; d'altres eren rampinyaries, com els apatxe, i la resta practicava agricultura de subsistència als oasis dels deserts, com els maricopes, quechan, pimes, pàpago, mohaves, seri i tarahumare.

### Grans planures
Ocupen les planures centrals dels EUA i del sud del Canadà (Dakota del Nord, Dakota del Sud, Nebraska, Kansas, Iowa, Montana, Oklahoma, i part de Texas. Les tribus de la zona es dedicaven a la cacera del búfal i vivien en un habitatge típic anomenat tipi, encara que les de la part meridional (les de parla caddo, hidatsa i mandan) tenien una cultura agrària desenvolupada. En aquesta zona, habitaven la major part de les tribus de parla siouan (hidatsa, mandans, sioux, osage, ioway, omaha, otoe, missouria, quapaw, kanza), algunes de parla algonquina (blackfoot, arapahos, xeiene, atsina) i d'altres de parla caddo (wichita, pawnee, arikara) o na-dené (sarsi).

### Altiplà
Ocupa la zona de l'altiplà situat als actuals estats de Nevada, Utah, Idaho i Wyoming. És una zona semidesèrtica, on la major part de les tribus es dediquen a la recollida d'arrels i plantes silvestres, encara que n'hi ha algunes amb influència de les tribus de les planures (ute, xoixon, bannock, nez percés, umatilla). Les altres, com els paiute, washo, klamaths, modoc, són més influenciats per la cultura de les tribus californianes.

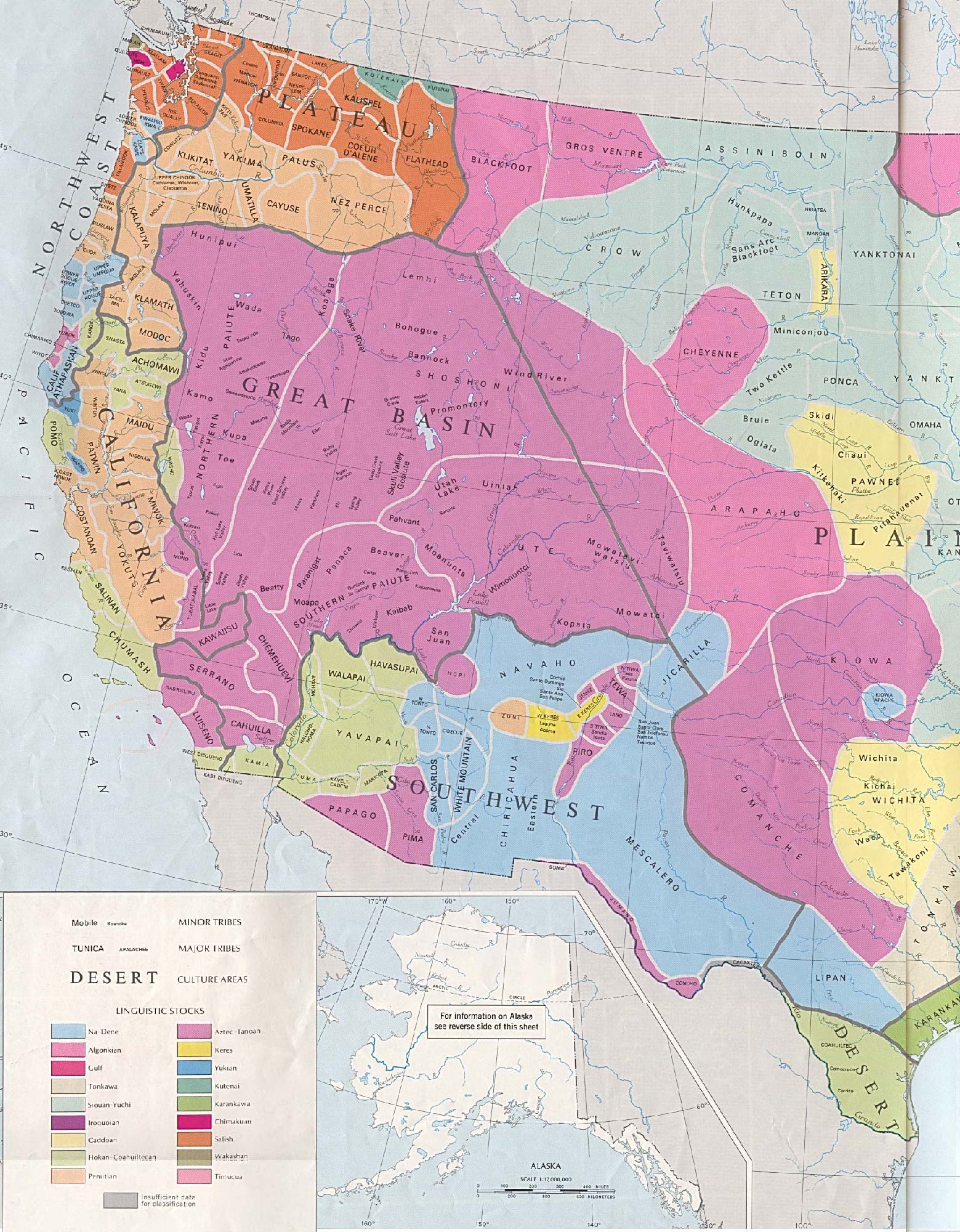
Tribus de la zona occidental dels EUA.

### Califòrnia
Ocupa l'actual estat de Califòrnia. Són una munió de tribus, de grups lingüístics molt variats i diferenciats, culturalment molt característics (com ho mostra la terrissa i la cistelleria), molt influenciada per la cultura del nord-oest. Entre les tribus més importants, hi ha els pomo, hupa, miwok, yurok, karok, yokut, maidu, wintun, yuki, yana, paiute i d'altres.

### Nord-oest
Ocupa els estats de Washington, Oregon, Colúmbia Britànica i la costa d'Alaska. Es caracteritzen per viure de la pesca, les barques grans, les cases grans, els pals totèmics i la pràctica del potlatch, amb societats urbanes i estratificades. Entre les més conegudes, hi ha els tlingit, haida, kwakiutl, nootka i tsimshian.

### Nord-est
Ocupa la zona costanera de Nova Anglaterra fins a Virgínia i els Grans Llacs d'Amèrica del Nord (Minnessota, Michigan i Wisconsin). Agrupa les tribus de la Confederació iroquesa, els hurons, els winnebago de llengua siouan i la major part de tribus algonquines (narragansett, pequot, wampanoag, nipmuc, lenapes, illiniwek, abnaki). Les societats es caracteritzaven per tenir cabdills militars que assolien el poder mitjançant el seu prestigi (sagamore o sachem). Els habitatges més típics són el wigwam algonquí i les cases grans iroqueses. Vivien de la pesca, de la cacera i de l'agricultura de moresc (els iroquesos) o l'arròs silvestre (els menominee).

### Subàrtic
Ocupa la zona interior del Canadà des de Yukon fins al Quebec i Terranova. Hi ha una gran diferència entre la zona occidental (de parla na-dené) de la zona oriental (de parla algonquina, com els cree i anishinaabemowin). Vivien de la cacera als boscos, dividits en bandes aïllades o grups de cacera, i els seus líders tenien poca autoritat política.

## Estatut polític
L'estatut intern dels amerindis depèn de l'estat del qual depenguin. Els amerindis dels EUA són internats en reserves, que són una mena de territoris autònoms dependents del govern federal. Al Canadà, tenen l'estatut de Primeres Nacions i també tenen reserves amb govern autònom. A Mèxic, la constitució va ser modificada la dècada de 1990 per reconèixer el dret a la lliure determinació i autonomia dels pobles indígenes. Els indígenes gaudeixen dels mateixos privilegis i responsabilitats que qualsevol altre ciutadà mexicà, segons allò que estableixi la constitució federal i les constitucions estatals, però, a més, tenen el dret de decidir les seves formes d'organització social, política, econòmica i cultural, i d'elegir, d'acord amb les seves pròpies pràctiques històriques i tradicionals, els seus governants interns, sempre que atorguin a les dones els mateixos drets que als homes. Des del 2003, d'acord amb la Llei Federal dels Drets Lingüístics, les llengües indígenes són reconegudes com a llengües nacionals amb la mateixa validesa que el castellà als territoris on es parlin.